# Sparrenweg
De Sparrenweg is een weg in de Oosterparkbuurt in Amsterdam-Oost. 
De Sparrenweg kreeg in 1893 haar naam, verwijzend naar de spar. De naamstelling zou aangeven dat de Sparrenweg een belangrijke verbindingsweg is. De Sparrenweg was/is echter een vrije nauwe straat die de verbinding verzorgde tussen de Eerste en Derde Oosterparkstraat. De oorspronkelijke verbinding tussen de Eerste en Tweede Oosterparkstraat is in de 20e eeuw geblokkeerd voor doorgaand verkeer. De Eerste Oosterparkstraat is echter verreweg de belangrijkste verkeersader ter plekke. 
De Sparrenweg is vanaf de Amstel de tweede van vijf dwarswegen die genoemd zijn naar bomen. De volgorde is Iepenweg (ook meer een straat, met Iepenplein), Sparrenweg, Beukenweg (met Beukenplein), Eikenweg (met Eikenplein) en Kastanjeweg (ook meer een straat, met Kanstanjeplein). De oudbouw van de Sparrenweg uit de 19e eeuw is geheel vervangen door 20e-eeuwse nieuwbouw.
Op de door Attika Architekten ontworpen hekwerken rond de parkeergarage aan de noordwestzijde van de Sparrenweg is als versiering een aantal beeltenissen van dieren geplaatst, de kunstenaars zijn schoolkinderen uit groep 8 van de nabijgelegen basisschool Louise de Coligny. De hekken en de dieren zijn gemaakt van cortenstaal.